# Alexandre Yersin

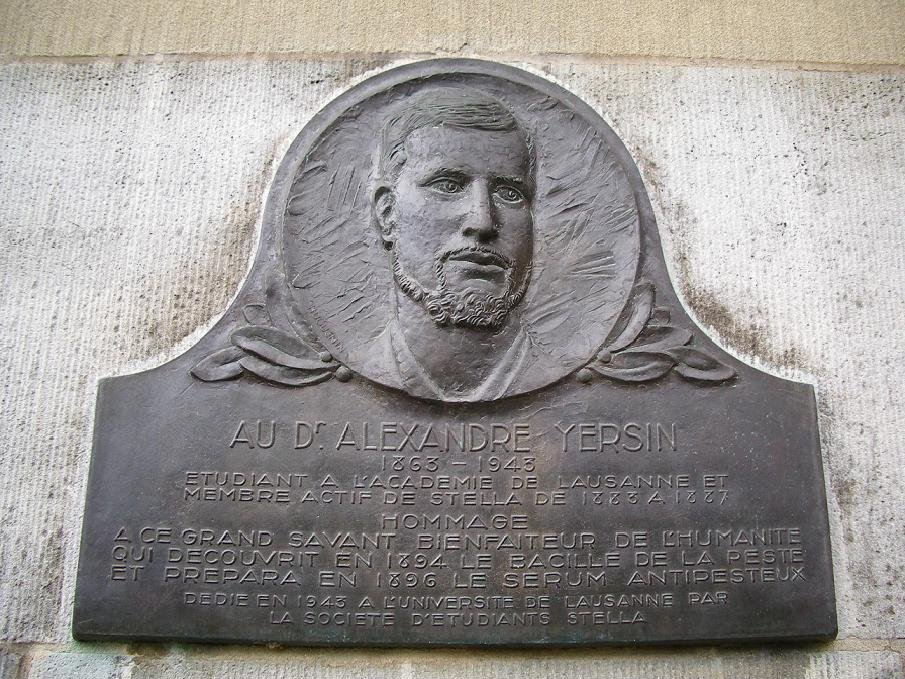
Tablica pamiątkowa.

Alexandre John Emile Yersin (ur. 22 września 1863 w Morges, zm. 1 marca 1943 w Nha Trang) – francuski bakteriolog pochodzenia szwajcarskiego.

## Życiorys
W latach 1887–1889 pracował w paryskim Instytucie Pasteura, gdzie współpracował z Pierre'em Roux nad stworzeniem antytoksyny przeciwbłoniczej. Następnie udał się do Francuskich Indochin, gdzie założył oddziały Instytutu Pasteura w Sajgonie w 1890 i w Nha Trang w 1895. W 1894 podczas epidemii dżumy w Hongkongu odkrył, równolegle z Shibasaburo Kitasato, bakterię powodującą tę chorobę. Na jego cześć nazwano ją Yersinia pestis. W 1897 roku opracował skuteczną metodę leczenia dżumy za pomocą swoistej surowicy.